# Harbour of Tears
Harbour of Tears – studyjny album brytyjskiej grupy Camel wydany w 1996. Płyta jest inspirowana irlandzką emigracją do Stanów Zjednoczonych. Andrew Latimer dedykował ją swojemu, zmarłemu w 1993, ojcu.

## Lista utworów
1. "Irish Air" (0.57) – utwór tradycyjny
2. "Irish Air (Instrumental reprise)" (1.57) – utwór tradycyjny
3. "Harbour of Tears" (3.12) – Hoover, Latimer
4. "Cóbh" (0.50) – Hoover, Latimer
5. "Send Home the Slates" (4.23) – Hoover, Latimer
6. "Under the Moon" (1.16) – Hoover, Latimer
7. "Watching the Bobbins" (7.13) – Hoover, Latimer
8. "Generations" (1.01) – Hoover, Latimer
9. "Eyes of Ireland" (3.09) – Hoover, Latimer
10. "Running from Paradise" (5.20) – Hoover, Latimer
11. "End of the Day" (2.29) – Hoover, Latimer
12. "Coming of Age" (7.21) – Hoover, Latimer
13. "The Hour Candle" (23.00) – Hoover, Latimer

## Muzycy
Opracowano na podstawie materiału źródłowego.
| - Andrew Latimer – gitara, flet, instrumenty klawiszowe, śpiew - Colin Bass – gitara basowa, śpiew - Mickey Simmonds – instrumenty klawiszowe - David Paton – gitara basowa, śpiew - Mae McKenna – śpiew a capella - John Xepoleas – perkusja | - Neil Panton – obój, saksofon sopranowy, harmonia - John Burton – waltornia - Barry Phillips – wiolonczela - Karen Bentley – skrzypce - Anita Stoneham – skrzypce |